# Karai (Tortues Ninja)
 (mars 2017).
- Si vous ne connaissez pas le sujet, laissez ce bandeau (vous pouvez alors contacter les auteurs).
- Si vous supprimez le contenu mis en cause (vous pouvez préalablement contacter les auteurs),

argumentez précisément cette suppression dans la page de discussion
(un manque de référence n'est pas un argument ; une recherche réelle de référence doit avoir été effectuée, être formellement documentée).
 (mars 2017).
Si vous disposez d'ouvrages ou d'articles de référence ou si vous connaissez des sites web de qualité traitant du thème abordé ici, merci de compléter l'article en donnant les références utiles à sa vérifiabilité et en les liant à la section « Notes et références ».
Pour les articles homonymes, voir Karai.
Karai est un personnage de fiction de l'univers des Tortues Ninja, une ninja membre du Clan des Foot généralement présentée comme la seconde plus élevée en grade juste après Shredder.

## Comics

### Volume 1
Dans le comics original, Karai est une chef principale du Clan des Foot au Japon (un membre du Conseil des Cinq). Après la mort de Shredder, elle est envoyée aux États-Unis pour rétablir l'ordre : en effet, depuis la mort de Shredder des mains de Leonardo, la faction new-yorkaise du Clan des Foot est plongée dans une guerre interne chaotique, les différentes factions se déchirant pour le commandement, à l'exception de la Garde d’élite de Shredder, qui a lancé plusieurs attaques en apparence sans raison sur les autres factions.
Sitôt arrivée, Karai capture Leonardo, et propose aux Tortues Ninja un marché : si les Tortues l'aident à éliminer la Garde d’élite, elle leur offrira une trêve avec le Clan des Foot. Après un débat, les Tortues acceptent. Alors qu'ils atteignent le quartier général de Karai, ils y trouvent les cadavres de plusieurs gardes Foot, ainsi que celui d'une fille. Il est alors révélé qu'il s'agissait de la fille de Karai, et, dans son désespoir, elle fait jurer à Leonardo de l'aider à tuer la Garde d'élite.
Durant la confrontation finale, Karai se déguise au moyen de l'armure de Shredder, et ordonne aux cinq derniers gardes d'élite de commettre Seppuku, mais un seul d'entre eux obéit. Après un violent combat contre les autres, Karai et les Tortues sortent seuls vainqueurs. Karai les remercie pour leur aide et tient sa parole, affirmant que le Clan des Foot ne s'en prendra plus à eux, avant de repartir pour le Japon aux funérailles de sa fille.

### Volume 3
Bien que Karai n’apparaisse pas en personne dans le volume 3 inachevé de la série, il a été confirmé que si la série avait été achevée, le personnage de « Lady Shredder », qui lutte avec Raphael pour le contrôle du Clan des Foot, se serait révélé être Karai. Ce tome est cependant considéré comme non-canonique.

### Volume 4
Il est révélé dans le Volume 4 de la série que Karai réside désormais à New York. Le Clan des Foot a alors des problèmes concernant de mystérieux guerriers qui ont anéanti leurs forces partout dans le monde, excepté à New York. Karai réclame alors l'aide de Leonardo pour capturer l'un de ces guerriers vivants. Un peu plus tard, elle lui ment au sujet de livres des arts mystiques détenus par les Foot. Leonardo remarque qu'il a pu aisément discerner son mensonge alors qu'elle est usuellement une bonne menteuse, et suspecte que soit quelque chose la trouble terriblement, soit quelque chose la contrôle.
Quelques semaines plus tard, Karai visite une boite de nuit locale et se mêle à la foule, rencontrant au passage Casey Jones. Déprimé à cause de l'absence actuelle de son épouse April O'Neil (alors en pèlerinage), Casey se met à trop boire et est blessé dans la bagarre qui suit. Karai le récupère et le ramène à son appartement privé, où il se réveille en sous-vêtements avec aucun souvenir de la nuit précédente. Il découvre ensuite que Karai, alors humble et étonnement de bonne humeur, sait ce qui s'est passé, mais hésite à le lui dire.

## Télévision

### Série animée de 1987
Elle n'existe pas dans ce dessin animé.
Sauf qu'un personnage, Lotus, est similaire à celle-ci.
Elle avait été engagée par le clan des Foot pour affronter les tortues ninjas et le maître Splinter.
Puis elle va trahir le clan en relation avec Leonardo.
Plus tard, elle va aider Leonardo et ses frères à retrouver la grosse perle de l'urne afin de sauver la ville de la colère du fantôme du samouraï.
Elle est considérée comme la Karai de 1987.

### Série animée de 2003
Karai est ici présentée de manière similaire au comics, à la différence que son passé est plus développé.
Durant sa vie au Japon, Oroku Saki trouva Karai abandonnée dans une boutique. Dans un élan de bonté inattendu, il la recueillit et l'éleva comme sa fille et son élève, lui enseignant le ninjutsu et l'intégrant au Clan des Foot. Elle en a gardé pour lui une affection et un respect profond. En revanche, elle a apparemment une rivalité assez haineuse avec son second, Hun, qui est du même rang qu'elle. Elle apparaît tantôt comme une alliée des tortues, tantôt comme une ennemie, une contradiction qui joue un rôle important chez le personnage.
Karai apparaît pour la première fois dans Regain de violence, où elle est la responsable du Clan des Foot au Japon. Après la mort de Shredder et le début de la guerre entre les Foot, les Mobsters et les Dragons Pourpres, elle décide de venir aux États-Unis pour mettre fin au chaos qui règne à présent.
Arrivée sur place, elle trouve immédiatement les Tortues. Après un bref combat, elle réussit à discuter avec eux, leur demandant leur aide pour mettre fin au chaos, avec les mêmes conditions que dans le comic book: l'aide des Tortues incitera les Foot à ne pas tenter de venger Shredder et la ville pourra échapper à la destruction.
Les Tortues acceptent finalement, et aident Karai à chasser les Mobsters et à prendre le contrôle du Clan des Foot. Durant l'entreprise, elle montre un sens de l'honneur qui lui vaut l'estime de Leonardo, et semble lier une amitié avec eux. Une fois l'opération réussie, elle tient apparemment sa promesse, arrêtant la vendetta. Cependant, il est révélé à la fin de l'épisode qu'elle opérait en réalité pour le compte de Shredder, toujours vivant mais encore en étape de réparation, pour préparer son retour. Lorsque Shredder déclare son intention de se venger des Tortues, Karai semble attristée.
Karai et les Foot réapparaissent dans Les Foots Mécha, où elle achève la résurrection de Shredder. Elle se montre dégoûtée par la modification physique infligée à Stockman, et montre quelques réticences mineures face aux actes de Shredder. Ce dernier, en réplique, lui ordonne de tuer elle-même les Tortues. Cependant, lorsqu'elle tente de tuer Leonardo, elle s'en avère incapable. Au terme du double-épisode, elle sauve Shredder de la noyade.
Dans La Relève, le Docteur Chaplin, nouveau scientifique du Clan des Foot, met au point des robots à l'image de Karai (apparemment parce qu'il a un faible pour cette dernière) destinés à détruire les Tortues. Les robots échouent à la suite d'une intervention de Baxter Stockman, qui craint que Chaplin ne lui vole sa place. Au terme de l'épisode, Karai est envoyée par Shredder pour s'assurer que les Tortues sont bien mortes, mais, lorsqu'elle les trouve vivantes, elle les épargne, prétendant à Shredder qu'elles se sont enfuies.
Plus tard, dans Sauver Pékin, Karai apprend que Shredder a l'intention de désactiver le réacteur antigravité avec lequel les Tricératons ont placé Pékin en suspension dans le ciel, et se moque du fait que des centaines de personnes vont mourir lorsque la cité s'écrasera. Dégoûtée, elle décide de faire une seconde fois alliance avec les Tortues en secret, afin de s'assurer que l'opération ne fasse aucune victime. Elle les aide ainsi à s'infiltrer dans le dirigeable chargé de la mission. Hun, ayant suspecté quelque chose, tente de la tuer en faisant passer cela pour un accident, mais elle est sauvée de justesse par Leonardo. Après s'être brièvement dissimulée pour éviter de révéler son alliance à Shredder, elle intervient pour aider les Tortues contre les Dératiseurs améliorés de Chaplin dans la bataille finale. Une fois Pékin sauvée, Leonardo tente de la convaincre de quitter Shredder et de commencer une nouvelle vie, mais elle refuse, demandant à ce dernier s'il serait capable de quitter Splinter même en le sachant mauvais.
Ensuite, dans A la recherche de Karai, cette dernière est capturée par Bishop, qui l'utilise comme otage pour réclamer à Saki toute sa technologie alien, récupérée pendant l'invasion des Tricératons au début de la saison. Saki envoie alors Hun la libérer, et ce dernier, avec l'aide des Tortues (que Baxter a attiré sur place en espérant qu'ils gêneraient Hun), réussit à sauver Karai. Cette dernière remercie les Tortues avant de fuir.
Dans La Fuite de Shredder, elle aide son père adoptif contre les Tortues. Elle blesse accidentellement Leonardo, laissant une cicatrice sur sa carapace. Après la défaite et l'exil de Shredder, elle est renvoyée sur Terre.
Son père à présent loin et mort aux yeux du public, Karai hérite du poste de dirigeant du Clan des Foot. Rapidement, elle sombre dans le désir de vengeance, et jure de tuer les Tortues. Après un échec en utilisant les pouvoirs des Foots Mystics, elle revêt une armure similaire à celle de son père, et devient la nouvelle Shredder.
Accompagné de nouveaux Foot bien plus redoutables, elle trouve le repaire des Tortues et le détruit, réussissant apparemment à tuer Splinter et les Tortues, excepté Leonardo, alors en quête au Japon. À son retour, Léo réussit à retrouver ses frères et son père adoptif, qui ont tous survécu par différents moyens, et part affronter Karai. Il la bat avec une facilité déconcertante grâce aux résultats de son entraînement, mais choisit de l'épargner, lui laissant une ultime chance de faire le bien.
Plus tard, à la fin de la saison 4, les Tortues attaquent le QG des Foot à la suite d'un marché avec Bishop, qui a accepté de les aider à soigner Donatello d'une mutation en monstre en échange d'un artefact détenu par Karai, le Cœur de Tengu (en réalité l'amulette qui contrôle les Foot Mystics). Karai tente de les empêcher de s'en emparer, en vain : les Tortues volent le Cœur de Tengu et le ramènent à Bishop, qui le détruit accidentellement.
Plus tard, lors de la saison 5, les Foot Mystics, libérés, parviennent à ressusciter le Shredder Tengu et à le convaincre de s'en prendre à Karai. Bien qu'avertie par les Tortues, cette dernière refuse de fuir, et affronte le démon, seulement pour l'amuser un temps avant d'être battue et blessée. Les Tortues lui sauvent la vie en la ramenant chez April pour l'y réfugier et l'y soigner, et elle accepte finalement de faire une trêve avec eux pour lutter contre la nouvelle menace.
Peu à peu, Splinter et l'Ancien comprennent qu'il existe entre les Shredder une sorte de lien surnaturel, et que ce lien peut permettre par conséquent à Karai d'absorber l'énergie du Shredder Tengu. Cet atout est mis à profit durant la bataille finale, permettant d'affaiblir le démon suffisamment pour que les Tortues puissent le vaincre. Après la bataille, Karai se retire avec Chaplin en promettant à ce dernier de se soucier davantage de l'avenir que du passé.

### Turtles Forever
Karai apparaît dans le téléfilm d'animation Turtles Forever sorti en 2009.

### Série animée de 2012
Karai découvre un point faible de Leonardo pour le séduire et profite de sa naïveté.
Elle est la fille adoptive de Shredder. Toutefois, dans l'épisode 26 de la saison 1, celui-ci révèle à Splinter lors du combat que Karai est sa fille biologique Miwa.
Elle a été enlevée par Saki après l'incendie. Puis ce dernier a effacé la mémoire de Karai afin de pouvoir en faire une arme pour vaincre son pire ennemi, Splinter.
Elle est manipulée dans le but de tuer son propre père en croyant que Yoshi est le meurtrier de Tang Shen (sa mère en vérité décédé accidentellement dans l'altercation entre Yoshi et Saki).
Elle a cru que Saki est son vrai père.
Saki a fait d'elle une meurtrière sanguinaire et une criminelle.
De plus son allure angoissante a pu être inspirée de Maléfique de la Belle au Bois Dormant de Disney.
Elle a voulu tenter de commettre un meurtre a April mais échoue et elle a failli couper en 2 Leonardo (qui la résonne du lien de Yoshi) par meurtre (cela signifie qu'elle est fait de sa vie une meurtrière) mais interposer par Tiger Claw.
Elle accuse Splinter injustement de meurtre de Tang Shen sa mère lorsque son père adoptif schreder lui présent ce dernier est un meurtrier (en vérité il s'agit d'un accident mortel suite en conflit et altercation entre Yoshi et Saki).
Elle a voulu commettre une tentative de meurtre sur Splinter et les protagonistes.
Elle va se rendre compte qu'elle est en réalité la fille de Maitre Yoshi et servira d’appât par Schredder. Par la suite elle devient une vipère mutante.
Elle a sauvé son vrai père le maitre Yoshi de la noyade par Schreder et sera confrontée à Ivan Steranko et Anton Zeck au cours de la confrontation de Rashar et Fishface.
Elle est capturée par Ivan Steranko (Rocksteady) et Anton Zeck (Bebop) par la commandité de Schreder.
Elle est manipulée pour la seconde fois par Schredder à la même façon sur Slash, Rockwell et Raphaël pour la tentative de meurtre des protagonistes mais cela a échoué.
Dans l'épisode 20 de la saison 3, nos protagonistes vont la rencontrer en image d'enfance de maternité avec sa mère Tang Shen en faisant connaissance du passé et son histoire est répétée à la fin par l'incendie, le décès de sa mère, son enlèvement par Saki et le sauvetage de son paternel biologique Hamato ont anticipé l'effacement de la réalité de APRIL et Casey.
Dans la suite nos protagonistes ont voulu la secourir par infiltration mais échoue lorsqu'ils sont pris la main dans le sac par le clan des foots et sa manipulation est en cours dans l'épisode 21 à la saison 3.
Dans l'épisode 75 de la saison 3 elle est toujours sous l'emprise du clan des foots et la tentative de meurtre de celle-ci a failli le faire sur les protagonistes et heureusement elle est délivrée de l'emprise par Splinter.
Après la défaite des Triceraton l'antre de schreder est conquise par celle-ci et son partenaire shinigami avec les soldats mauves.
Elle confronte a son père adoptif et aussi a l'homologue de 1987 de ce dernier.

### Le Destin des Tortues Ninja
Dans cette série, Karai est à la fois la fille de Shredder mais aussi l'ancêtre de Hamato Yoshi, alias Splinter. Lorsque son père s'est transformé en démon en portant l'armure Kuroi Yoroi, Karaï a quitté le Clan des Foot et fondé son propre clan pour le défaire: le Clan Hamato.
Voyant qu'elle ne pourrait jamais le vaincre, elle utilise une technique ancestrale, le Hamato Ninpo, pour sceller l'âme de son père avec elle, l'armure Kuroi Yoroi a ensuite été divisée en plusieurs morceaux, et chaque membre du clan était chargé de veiller sur elles afin d'éviter qu'elle ne soit reconstruite.
Dans le présent, alors que le Baron Draxum a pénétré dans le royaume où elle s'était enfermé, elle fut ramenée dans le monde des vivants par Splinter, malheureusement cela a également libéré l'âme de Shredder qui retourne dans son corps. Par la suite, elle fait la connaissance de ses "petits-enfants" les tortues, et décide de leur enseigner le Hamato Ninpo pour qu'ils puissent vaincre Shredder une nouvelle fois, mais elle n'a pas le temps de commencer car Shredder prend d'assaut le repaire des tortues.
Afin de sauver sa famille, Karai se laisse capturer par Shredder pour essayer de le sceller une nouvelle fois, mais le démon y était préparé et empale mortellement sa fille. Elle utilise toutefois ses dernières forces pour abriter son âme dans le corps d'April O'Neil et ainsi lui transmettre ses souvenirs, permettant à la jeune fille d'apprendre aux tortues à utiliser le Hamato Ninpo.
Lors de la bataille finale, elle porte assistance à April et aux tortues. Après la destruction de l'armure et la libération de l'âme de Oroku Saki, purgé du mal qui le rongeait, Karai, heureuse, retrouve son père et quitta le monde des vivants, non sans avoir remercié les tortues pour leur aide.

## Cinéma

### TMNT: Les Tortues Ninja(2007)
Le film se déroulant après la mort de Shredder, elle est ici la dirigeante du Clan des Foot. Elle est vêtue de noire, et porte un masque pour camoufler son visage durant le combat.
Karai et les autres ninja Foot apparaissent vers le début du film, lorsque le milliardaire Max Winter les engage pour être « ses yeux et ses oreilles » dans une recherche. Lorsqu'il s'avère peu après qu'il souhaitait en fait les utiliser pour une chasse aux monstres, Karai s'énerve contre lui, mais accepte avec réticence de suivre le contrat.
Lors de la finale du film, lorsque les Généraux de Winter le trahissent et tentent de faire entrer une armée de monstres sur Terre, Karai se voit offrir par ces derniers de travailler pour eux. Suivant le code d'honneur des Foot, elle refuse, décidant d'achever son contrat avec Winter, et aide même les Tortues, Casey et April à retrouver le monstre manquant. Au terme de la bataille, elle se retire avec ses ninja après avoir dit aux Tortues de s'attendre à retrouver « des visages connus », suggérant une éventuelle suite avec le retour de Shredder.

### Ninja Turtles(2014)
Minae Noji incarne Karai dans ce film en prises de vue réelles.
Elle est la lieutenante de Shredder.
Elle utilise des armes à feu.

### Ninja Turtles 2
Brittany Ishibashi joua le rôle a son tour.

## Jeux vidéo
Karai apparaît en tant que boss final du jeu TMNT: Tournament Fighters sorti sur Super Nintendo et Mega Drive, développé et édité par Konami, et sorti en Europe en 1993. Elle est dépeinte comme étant le nouveau leader du clan des Foot. C'est elle qui organise le Tournoi d'Arts Martiaux et enlève Splinter et April afin d'obliger les Tortues à participer bien que ces dernières souhaitent avant tout arrêter Shredder qui est revenu (Le jeu semble se passer chronologiquement après Turtles in Time. Par ailleurs, Shredder arbore un look plus proche du Super Shredder qu'il était devenu à la fin du premier jeu)
Après la défaite de ce dernier, les Tortues finissent par affronter Karai et à la battre, non sans mal (Les attaques de Karai sont extrêmement dévastatrices et rapides, ce qui fait d'elle l'un des boss de fin les plus difficile à abattre dans le monde du jeu vidéo[réf. nécessaire])